# 河内屋
河内屋（かわちや）は、歌舞伎役者の屋号。
大坂の大工の子として生まれた初代實川延若が三歳のとき芝居茶屋・河内屋庄兵衛の養子に出されたことにその名は由来する。
河内屋の代表的な名跡には以下のものがある。なお参考までに定紋も併せて記した。
| 屋号            | 名跡                           | 定紋                   | 定紋 |
| --------------- | ------------------------------ | ---------------------- | ---- |
| かわちや 河内屋 | じつかわ えんじゃく 實川延若   | かさね いづつ 重ね井筒 |      |
| かわちや 河内屋 | じつかわ えんじろう 實川延二郎 | かさね いづつ 重ね井筒 |      |
| かわちや 河内屋 | じつかわ えんろう 實川延郎     | かさね いづつ 重ね井筒 |      |